# Canicule Sauvage
Canicule Sauvage (em francês: Canícula selvagem/Onda de calor selvagem) é o sétimo álbum de estúdio da carreira solo do cantor pernambucano Otto, lançado no ano de 2022.
Assim como em outros álbuns de Otto, Canicule Sauvage tem um tema principal, que dessa vez aborda a crise climática, sendo que ao longo do álbum o cantor também se inspira a falar de guerra e de intolerância, bem como tendo sofrido influência do momento de fragilidade em que a democracia brasileira passava após o Impeachment de Dilma Rousseff, o qual o cantor chama de golpe.

## Título
O título do álbum em francês, que também é título de uma das faixas do álbum, foi escrito em Marselha, França, por ocasião de uma conversa do cantor com seus amigos acerca do momento mundial vivido pela crise climática atual e suas consequências, refletindo também sua própria percepção sobre si mesmo e do ambiente ao seu redor.
Canicule (canícula, em português) remonta-se à Grécia Antiga, quando a constelação de Cão Maior alcançava a posição mais alta no céu, indicando o auge do verão grego, e por consequência os dias mais quentes do ano, termo posteriormente apropriado pela língua francesa para indicar ondas de calor.

## Participações
Otto mais uma vez recebe muitos convidados em seu álbum, estando presentes participações de cantores como Ana Cañas, Lavínia, Pupillo, Lirinha e Nina Miranda, além do retorno de seu antigo produtor, Apollo Nove.

## Sobre o Álbum
Em Canicule Sauvage, Otto abre espaço para digitalização da batida em suas canções, ao mesmo tempo em que retorna às origens junto com a produção de Apollo Nove, mesclando suas batidas com ritmos como rock, reggae e samba.
O primeiro single "Peraí, Seu Moço", foi lançado em 4 de março de 2022, pela gravadora Condom Black. Após Otto asssinar com a Nublu Records, dos Estados Unidos, o lançamento do álbum que ocorreria em 25 de março de 2022, foi adiado e lançado no mês de abril do mesmo ano.

## Faixas
| N.º | Título                                              | Compositor(es) | Duração |  |
| 1.  | "Canicule Sauvage" (Part. Kenza Said e Anais Sylla) |                | 6:35    |  |
| 2.  | "Menino Vadio" (Part. Ana Cañas)                    |                | 4:12    |  |
| 3.  | "Anna" (Part. Nina Miranda)                         |                | 4:00    |  |
| 4.  | "Você Pra Mim É Tudo" (Part. Lavínia Alves)         |                | 4:45    |  |
| 5.  | "Candura" (Part. Lirinha)                           |                | 5:31    |  |
| 6.  | "Decidez" (Part. Lavínia Alves)                     |                | 3:47    |  |
| 7.  | "Tinta" (Part. Tulipa Ruiz)                         |                | 4:29    |  |
| 8.  | "Há Tanta Gente Que Se Abre" (Part. Lavínia Alves)  |                | 4:20    |  |
| 9.  | "Anna (vinheta)" (Part. Nina Miranda)               |                | 1:48    |  |
| 10. | "Peraí, Seu Moço" (Part. Lavínia Alves)             |                | 2:42    |  |
| 11. | "Bole Mexe" (Part. Junio Barreto)                   |                | 4:07    |  |